# Behance
Behance (cách điệu: Bēhance) là mạng xã hội trực tuyến trực thuộc công ty Adobe. Mạng này trưng bày các sản phẩm hình ảnh, đồ họa kỹ thuật cũng như cho phép lập tài khoản kết nối người dùng.